# Philadelphia Spartans
El Philadelphia Spartans fue un equipo de fútbol de los Estados Unidos que alguna vez jugó en la American Soccer League, la desaparecida liga de fútbol más importante del país.

## Historia
Fue fundado en el año 1967 en la ciudad de Filadelfia, Pensilvania en la desaparecida National Professional Soccer League, la cual no era aprobada por la FIFA. 
En la temporada siguiente la NPSL se fusionó con la United Soccer Association para formar la North American Soccer League. Posteriormente hubo reclamos por la fusión de las ligas, las cuales fueron rechazados y los Spartans desaparecieron antes del inicio de la temporada inaugural, declarando pérdidas de $500.000, y varios de sus jugadores pasaron a formar parte de los Cleveland Stokers para la temporada de 1968.
Posteriormente el club fue refundado en 1969 y jugó en la American Soccer League, pero desapareció oficialmente en 1972.

## Temporadas
| Año  | Liga | G  | P | E | Pts | Temporada Regular | Playoffs             |
| ---- | ---- | -- | - | - | --- | ----------------- | -------------------- |
| 1967 | NPSL | 14 | 9 | 9 | 157 | 2.º División Este | No Clasificó         |
| 1969 | ASL  |    |   |   |     | 2.º Sur           | No Clasificó         |
| 1970 | ASL  |    |   |   |     | 2.º               | No Clasificó         |
| 1971 | ASL  |    |   |   |     | 3.º               | No Clasificó         |
| 1972 | ASL  |    |   |   |     | 1.º Sur           | Final de Conferencia |

## Jugadores destacados
| - Dietrich Albrecht - John Best - Roy Turner - Rudy Getzinger - Charles Duccilli - Walter Chyzowych - Andy Cziotka - Charles Horvath - Heinz Guckert |